# Nedelišće
Nedelišće (mađarski: Drávavásárhely) naselje i istoimena općina u Hrvatskoj, smještena u Međimurskoj županiji.  

## Općinska naselja
Općina se sastoji od 11 naselja: Črečan, Dunjkovec, Gornji Hrašćan, Gornji Kuršanec, Macinec, Nedelišće, Parag, Pretetinec, Pušćine, Slakovec i Trnovec.

## Zemljopis
Općina Nedelišće nalazi se na sjeverozapadu Hrvatske, u Međimurju. Samo naselje Nedelišće nalazi se na glavnoj prometnici, između Čakovca i Varaždina. 3 km od Čakovca, 13 km od Varaždina.
Općinu Nedelišće čine naselja: Nedelišće (centar općine), Pušćine, Kuršanec, Dunjkovec, Pretetinec, Slakovec, Gornji Hrašćan, Macinec, Trnovec, Črečan. S površinom od 58,32 km² druga je najveća općina u Međimurju.

## Stanovništvo
Općina Nedelišće je u 2001. godini imala 11.544 stanovnika, a prema neslužbenim rezultatima u 2011. ima 12.041 stanovnika, te bilježi porast u odnosu na popis stanovništva iz 2001. godine. Mjesto Nedelišće ima 4417 stanovnika i po tome je drugo po redu u Međimurju.
| broj stanovnika | 2796  | 3215  | 3777  | 4169  | 4950  | 5368  | 5472  | 6279  | 7393  | 7821  | 8556  | 9423  | 10289 | 11248 | 11544 | 11975 | 11017 |
|                 | 1857. | 1869. | 1880. | 1890. | 1900. | 1910. | 1921. | 1931. | 1948. | 1953. | 1961. | 1971. | 1981. | 1991. | 2001. | 2011. | 2021. |

| broj stanovnika | 1153  | 1800  | 2027  | 2210  | 1994  | 2188  | 2291  | 2571  | 3054  | 3161  | 3385  | 3741  | 4192  | 4535  | 4430  | 4320  | 3840  |
|                 | 1857. | 1869. | 1880. | 1890. | 1900. | 1910. | 1921. | 1931. | 1948. | 1953. | 1961. | 1971. | 1981. | 1991. | 2001. | 2011. | 2021. |

## Povijest
Smatra se da je Nedelišće dobilo naziv po danu nedjelji, odnosno danu kada se štuje Presveto Trojstvo. Na livadi Stara ves uz Nedelišće (na istoku) je istraživano zasad najstarije slavensko naselje zabilježeno u Hrvatskoj. Najstarija ranoslavenska zemunica datira iz početka 7. st. Prvi put se ime Nedelišće spominje 1226. godine u darovnici kralja Bele IV. Naselje Nedelišće se u srednjem vijeku razvilo kao trgovište (oppidum) sa sajmovima i obrtnicima te postalo gospodarsko, a neko je vrijeme bilo i kulturno središte Međimurja. Oko crkve u Nedelišću bilo je trgovišno podgrađe, gdje su živjeli kmetovi, razni zanatlije, trgovci i drugi poduzetnici. Mjesto je imalo određene sajmišne povlastice, koje su bile važne za život oppiduma, a već 1498. godine u Nedelišću je otvorena i znamenita carinarnica ili tridesetnica. U 15. i 16. stoljeću Nedelišće bilježi značajan demografski i gospodarski uspon, posebice u vrijeme Zrinskih (od 1546. do 1691. g.). U to je doba Nedelišće izraslo u jednu od središnjih međimurskih naseobnih jedinica s važnim gospodarskim, upravnim i kulturnim funkcijama za širu okolicu. U nekim dokumentima iz 15. stoljeća Nedelišće se vodi i kao grad (Civitatis Nedelicensis). Na jednom od tih dokumenata nalazi se i prvi poznati pečat oppiduma, odnosno civitatisa Nedelišća. Na pečatu se nalazi Presveto Trojstvo.
U Nedelišću je u vrijeme Zrinskih djelovala jedna od prvih hrvatskih tiskara (od 1570. do 1586. godine), u kojoj je 1574. godine tiskan "Decretum" Ivana Pergošića (prijevod Verboczyjeva "Tripartituma"), najstarija hrvatska kajkavska knjiga. U hrvatskoj književnosti poznata su imena nedelišćanskog svećenika i pisca Mihalja Šimunića te Jurja Križanića, župnika u Nedelišću.
Začeci obrazovanja vezani su uz djelovanje Crkve. Školstvo se počelo razvijati u 17. stoljeću (prema pisanim podacima). 
Prvi dokument o postanku župske škole potječe iz 1660. godine, kada je Međimurjem vladala obitelj Zrinski. 
Školstvo se organizirano počinje širiti u 18. stoljeću. U Nedelišću djeluje od 1908. godine dobrovoljno vatrogasno društvo, najstarije na području općine Nedelišće. Društvo danas ima ukupno oko 150 članova, od čega je čak više od 50 mladih.

## Kultura
Dan općine slavi se na blagdan sv. Vida, 15. lipnja. Proslava Dana općine ima kulturno-glazbeni, zabavni, sportski i gospodarski karakter. U okviru proslava održava se kulturno-glazbena manifestacija – smotra pod nazivom "Međimurska popevka". Najstarije kulturno-umjetničko društvo u Nedelišću osnovano je 1932. godine, riječ je o muškom pjevačkom zboru, danas Zbor "Josip Vrhovski". Uz zbor u Nedelišću od 1937. godine djeluje kulturno-umjetnička udruga "Seljačka sloga".

### KUU Seljačka sloga
U proljeće 1937. godine, na inicijativu središnjice Seljačke sloge Zagreb, u Nedelišću je organizirana prva smotra narodnih pjesama s ciljem da se i u Međimurju osnuju ogranci seljačke sloge. Nakon uspjele priredbe u Nedelišću osnovan je ogranak u kojem se aktivnost, na početku, zasnivala na skupljanju pjesama, prikazivanju narodnih običaja i plesova. Već 1947. ogranak pokreće i dramsku sekciju te knjižnicu i čitaonicu u domu kulture.
Seljačka sloga Nedelišće tako je, uz osnovnu školu, bila centrom kulturnog rada u mjestu. Bili su vodeći organizator i izvođač kulturno-umjetničkih programa te su na prvoj Smotri folkora u Prelogu dobili laskavu titulu najboljeg društva i pravo nastupa na Centralnoj smotri narodne kulture u Zagrebu. Time započinju Slogina brojna gostovanja diljem zemlje i inozemstva. Udruga je 2007. prigodno proslavila 70 godina uspješnog rada.

### Međimurske popevke
Kulturno-umjetnička udruga Seljačka sloga iz Nedelišća organizirala je prvu smotru još 1971. godine, želeći u prvi plan staviti izvorne narodne pjesme iz Međimurja. Radi se o sveobuhvatnoj manifestaciji u okviru koje se održavaju i predavanja, rasprave, okrugli stolovi. Za ovu smotru znaju svi hrvatski stručnjaci s područja narodnih običaja, pjesme i plesa. 
Period do 1995. godine Međimursku je popevku nudio u vremenskim razmacima od dvije, a kasnije četiri godine. Od te godine smotra se održava svake godine početkom lipnja mjeseca u okviru obilježavanja Dana Općine Nedelišće. Iako je priredba učestalija, ona nije ništa manji izazov za izvođače i stručni žiri nego u vrijeme kada se, poput Olimpijade, održavala svake četiri godine. Naprotiv, svake je godine bolja, raskošnija, atraktivnija, s ciljanom distinkcijom između izvorne i obrađene međimurske pjesme. 
Izvođači su iznimno zainteresirani za sudjelovanje na smotri – kako zbog vlastitog truda u odabiru popevki i pripreme izvedbe tako i zbog reputacije jer Međimurske popevke su dragi kamen Nedelišća koji brusimo iz godine u godinu. Stručna komisija odabire dvadesetak najboljih intepretatora za sudjelovanje na smotri koja se sastoji od tri dijela: izvedbe pučkih napjeva u izvornom obliku, zatim međimurskih pjesama u obradi te nastupa školovanih pjevačica i pjevača. Međimurskom popevkom dosad je prodefiliralo oko dvije tisuće izvođača, a najviše za očuvanje međimurskih napjeva u moderno vrijeme možemo zahvaliti Elizabeti Toplek (teti Lizi) iz Donje Dubrave, Ceciliji Markač iz Novakovca, Ženskoj grupi iz Svete Marije, vokalnoj skupini Grlice iz Svetog Martina na Muri, Mariji Tuksar iz Vratišinca. 
Smotru Međimurskih popevki organizira KUU Seljačka sloga, a suorganizatori su Zajednica HKUU Međimurske županije, Turistička zajednica Međimurske županije i Turistička zajednica Općine Nedelišće. Dosad je doživjela svoja 22 izdanja.

## Gospodarstvo i udruge
U općini djeluju Turistička zajednica općine Nedelišće, Udruga poduzetnika i obrtnika te mnogobrojne udruge građana (sportske, kulturne, vatrogasne, umirovljeničke ...).

### Međimurski sajam poduzetništva
Moto Međimurskog sajma poduzetništva (MESAP) – Mi stvaramo prilike – svoje uporište ima u svemu što je ta sajamska priredba od svog osnutka 1999. godine, učinila za međimursku poslovnu javnost. Najveća regionalna izložba poduzetništva uživa kredibilitet među organizatorima sajmova u Hrvatskoj i godinama okuplja respektabilan broj izlagača svih vrsta. MESAP je vitalan dio društvenog života ne samo na području Općine Nedelišće već i Međimurske županije.
Od 2000. godine sajam ima i vlastitu Stočarsku izložbu koja obuhvaća izložbu goveda, koza i svinja, malih životinja i preferira trajnu prezentaciju autohtonog međimurskog konja. Novi proizvod sajma uveden 2003. godine je Sajam vina i vinarske opreme koji je pogodio srž potrebe našeg vinorodnog kraja točnije vinogradara i podrumara. Vino je gotovo postalo sinonim za brežni dio Međimurja koji je na najboljem putu uspostave vrhunskog podrumarstva. Tome u prilog ide županijski program uređenja županijskih cesta koje će omogućiti nesmetani prilaz svim destinacijama ne samo «u bregima», nego i u cijeloj županiji.
MESAP se održava na prostoru nekadašnjeg nogometnog igrališta u Nedelišću gdje je uspostavljena sva potrebna infrastruktura – od prometnica i parkirališnog prostora do nesmetane opskrbe električnom energijom, nadstrešnica i vezova za stoku te ograde. Trodnevni (petak-nedjelja) sajam u svakom od svojih izdanja pripređuje predavanja i okrugle stolove, vođene degustacije vina i raskošan zabavni program. Tijekom godine se uz središnji sajam održavaju i manji sajmovi, kao što su MESAP Libar, Beauty, Jesen, Sigurnost i Adventski sajam.

## Galerija
- Izložbena dvorana MESAPa
- Vanjski izložbeni prostor MESAP-a
- Primjerci međimurskog konja izloženi na MESAP-u

### Udruga uzgajivača malih životinja
Udruga je prepoznatljiva na području cijelog Međimurja što može zahvaliti svojoj dugovječnosti, predanom radu i tradicionalnoj izložbi malih životinja koju priređuje u mjestu svog sjedišta. Udruga je osnovana 19. ožujka 1976. godine kao Društvo za zaštitu i uzgoj ptica, pjevica, golubova i ukrasne peradi Nedelišće. Osnivači su bili Ivan Pintarić, Ljudevit Boščak, Stanko Fegeš, Ivan Bašek, Božo Božanić, Valent Janež, Stanko Muršić, Stjepan Novak, Ivan Špicar i Juraj Žnidarić. 
Udruga je dosad puno uložila u inventar pa je spremna postaviti izložbe s više od 800 izložaka. To i čini svake godine na Međunarodnoj izložbi malih životinja koju je počela postavljati 1995., a iz godine u godinu ima sve više izlagača. Odazivaju se i izložbama europske razine, a nekoliko članovi nosi titulu Majstora uzgoja malih životinja Republike Hrvatske. Odlično surađuju s okolnim srodnim udrugama.

## Poznate osobe
- Ivan Novak, hrv. povjesničar, političar, "preporoditelj Međimurja"
- Josip Vrhovski, hrv. glazbeni pedagog, skladatelj i dirigent
- Andrija Lesinger, hrv. ugledni ekolog, ornitolog, zoopreparator, konzervator i dermoplastičar
- Juraj Križanić, hrvatski pisac i političar, služio kao župnik u Nedelišću
- Saša Fegeš, hrv. nogometni sudac
- Branko Vukšić, hrv. političar i novinar
- Milan Kučenjak, hrv. svećenik, kanonik, publicist, pčelar
- Eugen Kornfeind, hrv. svećenik, katehet, tajni papinski komornik, ceremonijar biskupa Antuna Bauera
- Željko Železnjak, hrv. svećenik, franjevac, provincijal
- Roko Farkaš, hrv. atletičar
- Karlo Marciuš, hrv. atletičar
- Matija Vukšić, hrv. filmski redatelj i novinar

## Spomenici i znamenitosti
Nedelišće ima svoj simbol – platanu staru tristo godina. Stablo se nalazi u središtu mjesta i zaštićeni je spomenik prirode. U donjem dijelu opseg stabla je šest i pol metara, a biolozi predviđaju da ova vrsta drveta može rasti još stotinu godina pa i dulje. 
Šuma Čep u Nedelišću jedno je od najboljih staništa jelenka u Hrvatskoj. „Međimurska priroda” – Javna ustanova za zaštitu prirode svake godine organizira praćenje stanja jelenka (lat. Lucanus cervus) u toj hrastovoj šumi u Nedelišću.

### Crkva Presvetog Trojstva
Prema nekim navodima, smatra se da je današnja crkva sagrađena oko 1460. godine na mjestu gdje je prije bila stara drvena crkva. Od tog vremena datira gotičko svetište crkve na koje je u 17. stoljeću dograđena današnja lađa crkve i toranj u baroknom stilu. U svetištu se nalazi najvrjedniji detalj u župnoj crkvi: kustodija visoka 6m, majstorsko djelo nepoznatog kasnogotičkog kamenorezbara iz 16. stoljeća. U 18. stoljeću crkva dobiva dva pokrajnja oltara svetog Antuna Padovanskog i svetoga Vida, sakristiju, a nedaleko se gradi i barokna župna kuća. Oltar Gospe Lurdske dograđen je 1883. godine, a vrijednost mu je u tome što je to prvi i najstariji kip Gospe Lurdske u Hrvatskoj. U 1912. godini crkva je potpuno renovirana, dobila je vitraje (umjetnički oslikane prozore) koje je oslikao i postavio Josef Palka iz Budimpešte, te oltar sveta Tri Kralja. Iz te godine i potječe slika Posljednje večere koja se nalazi na luku između svetišta i lađe.
Glavna župna proštenja su: Presveto Trojstvo (nedjelja nakon svetkovine Duhova) i Gospa Lurdska (11. veljače)

## Šport
- NK Nedelišće, nogometni klub
- MRK Nedelišće, rukometni klub
- ŠRD Amur Nedelišće, športsko ribolovno društvo
- Karate klub Nedelišće
- AK Nedelišće, atletski klub
- Košarkaški klub Nedelišće
- Školski sportski klub "Pume"
- Odbojkaški klub "OK Nedelišće"
- Teniski klub "KERMAN" Nedelišće

U Nedelišću se na mjestu nekadašnjeg nogometnog igrališta nalazi SGC Aton (sportsko-gimnastički centar Aton), koji se nalazi na površini od 5200 kvadratnih metara i smatra se jednim od najbolje opremljenih gimnastičkih centara u Hrvatskoj i ovom djelu Europe. Uključuje gimnastičku dvoranu, sportsku dvoranu, fitness centar i wellness centar. Gradnja centra je dovršena 2008. godine. Službeno je otvoren 31. svibnja 2008. godine. Proglašen Nacionalnim gimnastičkim centrom u Hrvatskoj.

## Obrazovanje
U Nedelišću je osnovna škola koju pohađa oko 600 učenika. Područne škole su u Pušćinama i Dunjkovcu. U Macincu je također osnovna škola.   
U dječji vrtić "Zvončić" u Nedelišću polazi oko 180 djece s cijelog područja općine, u 6 odgojnih skupina. 
Djeci, osnovnoškolcima, mladeži i odraslima u Nedelišću omogućeno je glazbeno obrazovanje u školi sviranja i pjevanja  Suita koja djeluje od 1995. godine, a čije je osnivač i voditelj glazbeni pedagog Dean Mošmondor. Okuplja polaznike s područja općine i šire te aktivno sudjeluje u kulturnim zbivanjima mjesta.

## Vanjske poveznice
- Službena stranica Općine Nedelišće
- Službena stranica Turističke zajednice Općine Nedelišće  Arhivirana inačica izvorne stranice od 2. prosinca 2013. (Wayback Machine)
- Službena stranica SGC Aton